# Estación de Shin-Ōsaka
Shin-Ōsaka (新大阪駅 Shin-Ōsaka-eki?) es una estación de tren en Yodogawa-ku, Osaka, Japón. Es el terminal oeste de la línea Tōkaidō Shinkansen (Tramo del "tren bala" que une Tokio y Osaka), y terminal este de la línea Sanyō Shinkansen. Shin-Ōsaka está a 3 km de la antigua Estación de Osaka, que se encuentra en plena ciudad. La nueva estación fue construida en 1964 para evitar las dificultades de ingeniería de la línea del "tren bala" o Shinkansen en el centro de la ciudad. Desde Shin-Ōsaka, JR Kyoto Line y la línea Midōsuji provee convenientes conexiones a otras estaciones de la ciudad.

## Líneas
- Metro de Osaka Línea Midōsuji (M13)
- Línea Kyoto (Línea Tokaido, West Japan Railway Company (JR West))
- Tōkaidō Shinkansen (Central Japan Railway Company (JR Central))
- Sanyō Shinkansen (West Japan Railway Company (JR West))

### Plataformas de JR West/JR Central

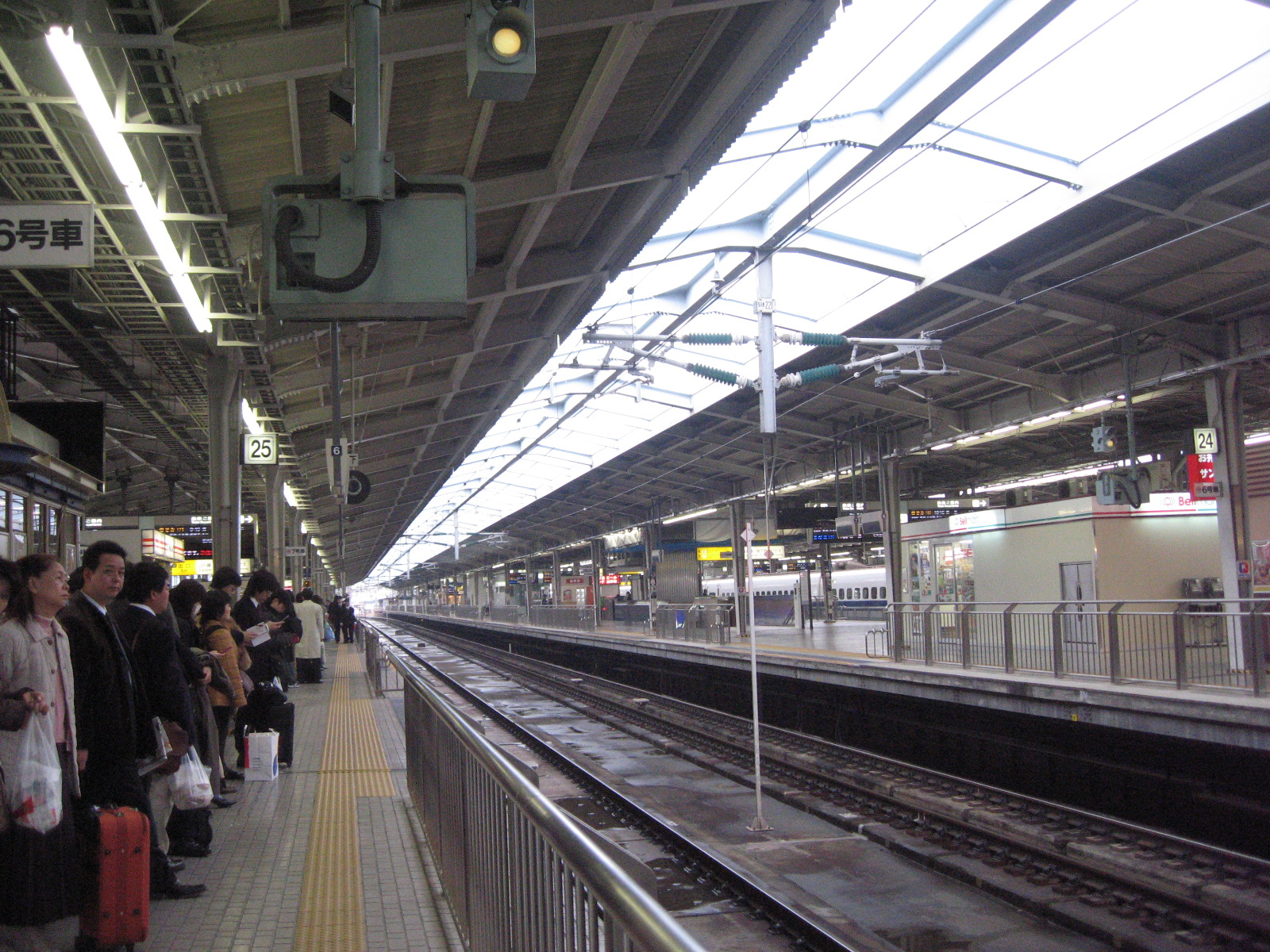
Las plataformas por la Shinkansen.

La estación de JR West tiene 4 plataformas centrales y 8 vías (11-18) por servicios locales y expresos en la línea Kyoto (en el primer nivel); la estación de JR Central tiene 8 vías (20-27) y 5 plataformas por los servicios de Shinkansen (en la segunda nivel). Hay ocho servicios expresos limitados que operados por JR West que salen de las vías 11, 12, 17, y 18:
- Thunderbird: de Osaka a las estaciones Kanazawa, Toyama, Uozu, y Wakura Onsen vía la Línea Hokuriku.
- Servicios vía las Líneas Tokaido, Chuo, y Takayama:
  - Shinano: entre Osaka y Nagano.
  - Hida: entre Osaka y Takayama.
  - Biwako Express: entre Osaka y Maibara.
- Servicios vía las Líneas Hanwa y Kinokuni:
  - Harkuka: de Maibara al Aeropuerto Internacional de Kansai vía Kyoto y Shin-Osaka.
  - Kuroshio: de Kyoto a Shirahama y Shingu vía Shin-Osaka.
- Kountouri: de Shin-Osaka a las estaciones Fukuchiyama, Toyooka, y Kinosaki Onsen vía la Línea Fukuchiyama.
- Super Hakuto: de Shin-Osaka a las estaciones Kyoto, Tottori, y Kurayoshi vía la Línea Chizu de la compañía Chizu Express.

### Plataformas del Metro de Osaka

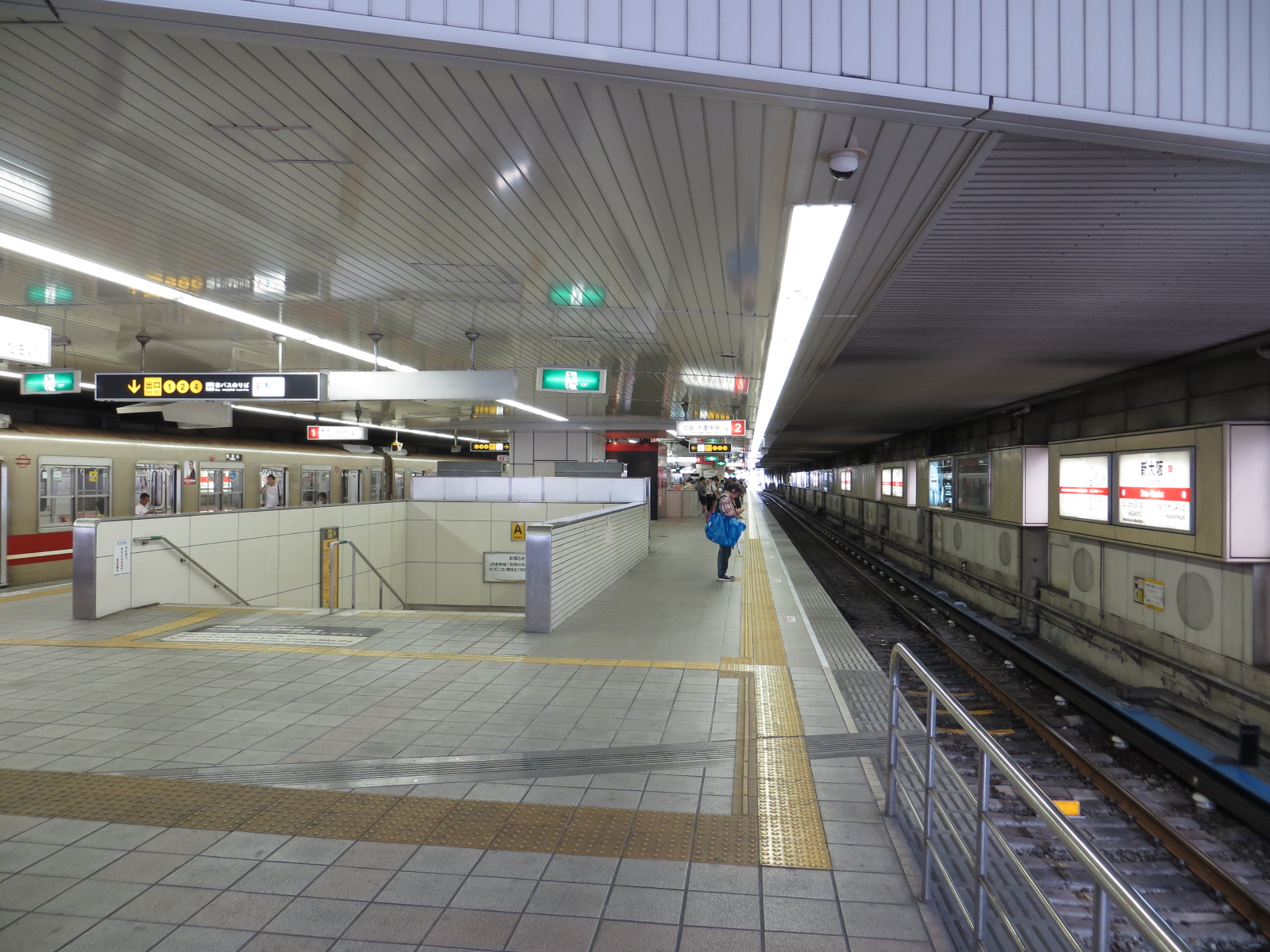
La plataforma por la Línea Midōsuji.

La estación del metro tiene una plataforma central y 2 vías en la tercera nivel de la estación.
- Plataforma 1: Trenes a las estaciones Umeda, Hommachi, Namba, Tennoji, y Nakamozu
- Plataforma 2: Trenes a las estaciones Esaka y Senri-Chūō (en la línea Kitakyu)